# Kostel svatého Petra a Pavla (Volenice)
Kostel svatých Petra a Pavla ve Volenicích je římskokatolický farní kostel v jihočeské obci Volenice v okrese Strakonice v Jihočeském kraji. Volenický kostel je dodnes významným poutním místem a každoročně 29. června se zde koná pouť.

## Historie
Původně pozdně románský kostel svatých apoštolů Petra a Pavla byl vystavěn strakonickou hutí v letech 1230–1240. V důsledku četných požárů byl v průběhu času opravován a přestavován do dalších uměleckých směrů: gotického, renesančního a barokního.
Z doby románské je zdivo hlavní lodi a kamenný portál v kobce na jižní straně. Románský kostel měl po stěnách freskové obrazy, jejichž zbytky jsou uloženy na půdě kostela. Také měl rovný strop z dřevěných trámů, byl však vyšší než jeho gotická přestavba. Ta pochází z roku 1577 a vytvořil ji architekt Tomáš Červený z Mendrisia. Tehdy byl přestavěn také presbytář, klenba hlavní lodi a celá loď vedlejší. Okna kostela však nejsou gotická, byla při opravě zrománštěna.
Nynější klenba nás zaujme svými kruhovými a elipsovými ornamenty. Dále je zdobena vypouklými žebry, mezi nimiž jsou propleteny kruhy a elipsy. Žebra tvoří nad lodí dvě křížové klenby, které jsou ozdobeny na osmi průsečících maskami fantaskního šklebícího se obličeje. V západním svorníku je vytesán znak paní Kocové z Dobrše, ve východním zlaté kolo pánů Koců z Dobrše, neboť v kostele se nachází jejich rodová hrobka. Při kopání hrobky rodu Koců byly nalezeny dva obrovské zuby, pokládané za lidské. První je 6,5 cm dlouhý a 3 cm široký, druhý je 5 cm dlouhý a 2,5 cm široký. Oba jsou dnes zabudovány nad vchodem do hlavní lodi.
V roce 1715 byla přistavěna barokní věž. V roce 1909 byl kostel kompletně opraven podle návrhů architekta Kamila Hilberta.
Uvnitř kostela se nachází hlavní renesančně-barokní hlavní oltář a čtyři vedlejší oltáře. Na hlavním oltáři jsou umístěny tři pozdně gotické sochy: uprostřed Madona, po stranách zlacené sochy apoštolů Petra a Pavla. Obrazy na vedlejších oltářích pocházejí z 19. století a znázorňují svaté mučedníky. Nejvýše nad kulatým okénkem sedí socha Boha Otce třímající žezlo, držící zeměkouli a hledící na Rodičku Boží s Ježíškem, nad níž je stříbrná holubička – symbol Ducha Svatého.
V kostele můžeme nalézt také tradiční varhany z roku 1650 věnované Lidmilou Kateřinou Kocovou. V roce 1652 byl vysvěcen první zvon Svatý Petr, v roce 1666 Svatý Pavel a roku 1871 Svatý Jan. V dubnu roku 1942 byly dva zvony odvezeny pro válečné účely. Z tohoto důvodu Voleničtí v roce 1974 zakoupili zvony nové: Petr a Pavel (vysvěceny 6. července 1975) a Marie (vysvěcen 17. října 1976). V kostele se také nacházejí historické věžní hodiny uvedené do chodu v roce 1906 farářem, panem Františkem Bláhovcem.
Začátkem 90. let 20. století proběhla oprava věžního krovu, na které se podílel tesařský mistr Petr Růžička. Tehdy ještě pracoval se strojově řezaným dřevem, později se však stal propagátorem tradičních řemeslných postupů. Právě oprava volenického kostela však předznamenala jeho další životní dráhu. „Zažil jsem tam pocit svobody, jak té společenské, tak pocit svobody v práci. Byla to má první a osudová stavba,“ komentoval později půlrok strávený ve 40 metrech nad zemí.

## Fara
K samotné budově kostela patří také volenická fara. První záznamy o ní pochází z roku 1344. V roce 1730 už k volenické faře patřilo celkem 1760 lidí. V roce 1760 byla při požáru zničena původní budova, farní kronika a nejstarší farní matrika. Ještě téhož roku byla opravena do původního stavu. V roce 1919 byla farnost povýšena na děkanství.